# Золотовка (Курганская область)
Золотовка — деревня в Петуховском районе Курганской области. Входит в состав Новогеоргиевского сельсовета.

## История
До 1917 года входила в состав Утчанской волости Ишимского уезда Тобольской губернии. По данным на 1926 год деревня Золото-Плехановка состояла из 113 хозяйств. В административном отношении входила в состав Утчанского сельсовета Петуховского района Ишимского округа Уральской области.

## Население
| 1989 | 2002 | 2010 |
| ---- | ---- | ---- |
| 138  | ↘93  | ↘88  |

По данным переписи 1926 года в деревне проживало 530 человек (256 мужчин и 274 женщины), в том числе: русские составляли 100 % населения.